# 1994 AX2
1994 AX2 är en asteroid i huvudbältet som upptäcktes den 12 januari 1994 av de båda japanska astronomerna Seiji Ueda och Hiroshi Kaneda i Kushiro.
Asteroiden har en diameter på ungefär 8 kilometer.